# Gene H19
Il gene H19, localizzato sul cromosoma 7 nel topo e sul cromosoma 11p15 nell'uomo, è un gene che trascrive un RNA lungo non codificante di 2.3 kb. Esso sembra sia coinvolto nella prolificazione di alcuni tipi di cancro. È anche conosciuto come ASM (Adult Skeletal Muscle), ASM1 e BWS(Beckwith-Wiedemann syndrome). Si pensa possa avere un ruolo determinante per alcuni tipi di cancro.
Il gene h19 è anche conosciuto come ASM, ASM1 and BWS.
H19 fu prima chiamato ASM proprio perché viene espresso nel tessuto muscolare scheletrico del topo. È anche conosciuto come BWS dal momento che un'anomalia nella sua espressione potrebbe essere coinvolta nella sindrome di Beckwith-Wiedemann Syndrome. È un gene fortemente soggetto ad impriting, in quanto non viene espresso sul cromosoma paterno mentre è espresso su quello materno.
Il gene H19 viene trascritto dalla DNA polimerasi II, splittato e poliadenilato ma non tradotto. Le sue caratteristiche principali sono:
- L'assenza di una open reading frame; l'mRNA contiene codoni di stop in 3 reading frames[6]
- Il cDNA nell'uomo non contiene introni[7]
- Sebbene la sequenza di RNA è molto conservata nell'evoluzione, a livello degli aminoacidi si può notare una completa assenza di conservazione[7]
- Varie analisi hanno rivelato la presenza di diverse strutture secondarie, includendo 16 eliche e vari harpin loop[7]
- Si pensa che possa agire come riboregulator[7]

La perdita della sua espressione o una sua sovraespressione ha rivelato che:
1-La perdita della sua espressione non è letale nei topi
2-La sua sovraespressione è dominante e letale

## Espressione nel tempo
Dopo le 6-8 settimane di gestazione entrambi gli alleli (materno e paterno) sono espressi. Dopo la decima settimana di gestazione, viene espresso solo sul cromosoma materno. Nell'embrione viene espresso nei tessuti mesodermici ed endodermici mentre immediatamente dopo la nascita è espresso solo nel tessuto muscolare scheletrico.
Nelle femmine, H19 è espresso dopo la nascita durante la pubertà e la gravidanza nelle ghiandole mammarie e nell'utero.

## H19 come gene oncogeno
- la sua sovraespressione sembra essere importante nello sviluppo di tumori dell'esofago e del colon-retto[14]
- un'ininiezione subcutanea di H19 nei topi produce tumori[15]
- un abbassamento dell'espressione nelle cellule tumorali dee polmoni e del seno diminuisce la loro clonogenicità[16]

## H19 come gene non oncogeno
- trasferendo H19 RNA nelle cellule tumorali del seno non si hanno effetti sulla proliferazione cellulare e sulla durata del ciclo cellulare[15]